# 奈迈绍帕蒂
奈迈绍帕蒂，是匈牙利佐洛州所辖的一个村，总面积10.37平方公里，总人口521，人口密度50.2人/平方公里（2010年1月1日）。